# Astia Walker
Astia Walker (ur. 4 kwietnia 1975 w regionie Trelawny) – jamajska lekkoatletka specjalizująca się w krótkich biegach sprinterskich, uczestniczka letnich igrzysk olimpijskich w Sydney (2000). Sukcesy odnosiła również w krótkich biegach płotkarskich.

## Sukcesy sportowe
- mistrzyni National Collegiate Athletic Association w biegu na 100 metrów przez płotki – 1997[1]
- wielokrotna medalistka mistrzostw Jamajki, m.in. srebrna w biegu na 100 metrów przez płotki (1997), brązowa w biegu na 200 metrów (2000), srebrna w biegu na 100 metrów (2001) oraz srebrna w biegu na 200 metrów (2002)

| Rok  | Miasto        | Zawody                                            | Konkurencja                     | Wynik         |
| ---- | ------------- | ------------------------------------------------- | ------------------------------- | ------------- |
| 1990 | Hawana        | Mistrzostwa Ameryki Środkowej i Karaibów juniorów | sztafeta 4 x 100 m              | złoty medal   |
| 1994 | Port-of-Spain | Mistrzostwa Ameryki Środkowej i Karaibów juniorów | bieg na 200 m bieg na 100 m ppł | złoty medal   |
| 1994 | Lizbona       | Mistrzostwa świata juniorów                       | sztafeta 4 x 100 m              | złoty medal   |
| 2001 | Gwatemala     | Mistrzostwa Ameryki Środkowej i Karaibów          | bieg na 100 m bieg na 100 m ppł | złoty medal   |
| 2001 | Edmonton      | Mistrzostwa świata                                | sztafeta 4 x 100 m              | brązowy medal |
| 2001 | Brisbane      | Igrzyska Dobrej Woli                              | sztafeta 4 x 100 m              | brązowy medal |
| 2002 | Manchester    | Igrzyska Wspólnoty Narodów                        | sztafeta 4 x 100 m              | srebrny medal |

## Rekordy życiowe
- bieg na 60 metrów (hala) – 7,41 – Baton Rouge 16/01/1999
- bieg na 100 metrów – 11,28 – Kingston 22/06/2001
- bieg na 200 metrów – 22,69 – Auburn 18/05/1997
- bieg na 200 metrów (hala) – 23,15 – Baton Rouge 01/03/1998
- bieg na 60 metrów przez płotki (hala) – Chemnitz 07/02/2003
- bieg na 100 metrów przez płotki – Auburn 18/05/1997